# Дискографија групе Nightwish
Ово је дискографија финског симфонијског пауер метал (енгл. power metal) бенда Најтвиш (енгл. Nightwish).

### Студијски албуми
| Година | Назив                       | Издавачка кућа                     | Статус                                                     | Топ-листа | Топ-листа | Топ-листа | Топ-листа | Топ-листа | Топ-листа | Топ-листа | Топ-листа | Топ-листа | Топ-листа | Топ-листа | Топ-листа | Топ-листа |
| Година | Назив                       | Издавачка кућа                     | Статус                                                     | AUS       | AUT       | DEN       | FIN       | FRA       | GER       | NET       | NOR       | SPA       | SWE       | SWI       | UK        | US        |
| ------ | --------------------------- | ---------------------------------- | ---------------------------------------------------------- | --------- | --------- | --------- | --------- | --------- | --------- | --------- | --------- | --------- | --------- | --------- | --------- | --------- |
| 1997   | Angels Fall First           | Century Media, Spinefarm           | Gold (FIN)                                                 | -         | -         | -         | 31        | -         | -         | -         | -         | -         | -         | -         | -         | -         |
| 1998   | Oceanborn                   | Century Media, Spinefarm, Drakkar  | Platinum (FIN)                                             | -         | -         | -         | 5         | -         | 74        | -         | -         | -         | -         | -         | -         | -         |
| 2000   | Wishmaster                  | Century Media, Spinefarm, Drakkar  | Platinum (FIN)                                             | -         | -         | -         | 1         | 66        | 21        | -         | -         | -         | -         | -         | -         | -         |
| 2001   | Over the Hills and Far Away | Century Media, Spinefarm, Drakkar  |                                                            | -         | 54        | -         | 1         | 139       | 85        | -         | -         | -         | -         | 79        | -         | -         |
| 2002   | Century Child               | Century Media, Spinefarm           | Platinum (FIN)                                             | -         | 15        | -         | 1         | 32        | 5         | 41        | 19        | -         | 39        | 50        | -         | -         |
| 2004   | Once                        | Nuclear Blast, Roadrunner, Drakkar | 6x Platinum (FIN), Platinum (GER), Gold (EUR)              | -         | 4         | -         | 1         | 9         | 1         | 11        | 1         | 20        | 3         | 4         | 102       | -         |
| 2007   | Dark Passion Play           | Nuclear Blast, Roadrunner, Drakkar | 4x Platinum (FIN), Platinum (Sweden), Gold (GER, AUS, POL) | 42        | 3         | 18        | 1         | 6         | 1         | 5         | 1         | 33        | 2         | 1         | 20        | 84        |
|        |                             |                                    |                                                            |           |           |           |           |           |           |           |           |           |           |           |           |           |
|        |                             |                                    |                                                            | AUS       | AUT       | DEN       | FIN       | FRA       | GER       | NET       | NOR       | SPA       | SWE       | SWI       | UK        | US        |
|        |                             |                                    | Број један хитова                                          | -         | -         | -         | 4         | -         | 2         | -         | 2         | -         | -         | 1         | -         | -         |
|        |                             |                                    | Најбољих десет хитова                                      | -         | 2         | -         | 5         | 2         | 3         | 1         | 2         | -         | 2         | 2         | -         | -         |

### Demos
| Година | Назив             | Белешке                                                                                       |
| ------ | ----------------- | --------------------------------------------------------------------------------------------- |
| 1996   | Nightwish         | Садржи три акустичне песме касније издате у верзији албума Angels Fall First за 2008. годину. |
| 1997   | Angels Fall First | Касније преснимљено и ремиксовано у готов албум.                                              |

### Синглови
| Година | Сингл                                        | Топ-листа | Топ-листа | Топ-листа | Топ-листа | Топ-листа | Топ-листа | Album                       |
| Година | Сингл                                        | Fin       | Spa       | Fra       | Swi       | Ger       | Eur       | Album                       |
| ------ | -------------------------------------------- | --------- | --------- | --------- | --------- | --------- | --------- | --------------------------- |
| 1997   | "The Carpenter"                              | 3         | —         | —         | —         | —         | —         | Angels Fall First           |
| 1998   | "Sacrament of Wilderness"                    | 1         | —         | —         | —         | —         | —         | Oceanborn                   |
| 1998   | "Passion and the Opera"                      | —         | —         | —         | —         | —         | —         | Oceanborn                   |
| 1999   | "Walking in the Air"                         | 1         | —         | —         | —         | —         | —         |                             |
| 1999   | "Sleeping Sun (Four Ballads of the Eclipse)" | 2         | —         | —         | —         | —         | —         |                             |
| 2000   | "The Kinslayer"                              | —         | —         | —         | —         | —         | —         | Wishmaster                  |
| 2000   | "Deep Silent Complete"                       | 3         | —         | —         | —         | —         | —         | Wishmaster                  |
| 2000   | "Over the Hills and Far Away"                | 1         | —         | —         | —         | 86        | 55        | Over the Hills and Far Away |
| 2002   | "Ever Dream"                                 | 1         | —         | —         | —         | —         | —         | Century Child               |
| 2002   | "Bless the Child"                            | 1         | —         | —         | —         | 63        | —         | Century Child               |
| 2004   | "Nemo"                                       | 1         | —         | —         | 14        | 6         | 11        | Once                        |
| 2004   | "Wish I Had an Angel"                        | 1         | 20        | —         | 40        | 36        | 156       | Once                        |
| 2004   | "Kuolema tekee taiteilijan"                  | 1         | —         | —         | —         | —         | —         | Once                        |
| 2005   | "The Siren"                                  | 3         | —         | —         | 59        | 51        | 161       | Once                        |
| 2005   | "Sleeping Sun"                               | 1         | —         | —         | —         | 34        | 142       | Highest Hopes               |
| 2007   | "Eva"                                        | 14        | —         | —         | —         | —         | —         | Dark Passion Play           |
| 2007   | "Amaranth"                                   | 1         | 1         | 70        | 14        | 16        | 56        | Dark Passion Play           |
| 2007   | "Erämaan Viimeinen"                          | 1         | —         | —         | —         | —         | —         | Dark Passion Play           |
| 2008   | "Bye Bye Beautiful"                          | 5         | 4         | 54        | —         | 35        | —         | Dark Passion Play           |
| 2008   | "The Islander"                               | 1         | 5         | 91        | —         | —         | —         | Dark Passion Play           |

### Уживо албуми и ДВД-ови
| Title                                           | Release date                                   | Notes | Label |
| ----------------------------------------------- | ---------------------------------------------- | ----- | ----- |
| From Wishes to Eternity                         | 2001                                           | ---   | ---   |
| End of Innocence                                | 2003                                           | ---   | ---   |
| End of an Era                                   | 1. јун, 2006 (Финска) и 2. јун, 2006 (Немачка) | ---   | ---   |
| Made in Hong Kong (And in Various Other Places) | 2009                                           | ---   | ---   |

### Компилације
| Title                         | Release date | Label            | Notes                           |
| ----------------------------- | ------------ | ---------------- | ------------------------------- |
| Wishmastour 2000              | 2000         | XIII Bis Records | ---                             |
| Tales from the Elvenpath      | 2004         | Drakkar          | ---                             |
| Bestwishes                    | 2005         | Toy's Factory    | ---                             |
| Highest Hopes                 | 2005         | Spinefarm        | 2x Platinum у Финској (+60 000) |
| The Sound of Nightwish Reborn | 2008         | Spinefarm        |                                 |

## Видеографија

### Музички спотови
| Назив                                                     | Албум                       | Датум издавања | Режисер        | Тип | Белешке |
| --------------------------------------------------------- | --------------------------- | -------------- | -------------- | --- | ------- |
| "The Carpenter"                                           | Angels Fall First           | ---            | ---            | --- | ---     |
| "Sacrament of Wilderness"                                 | Oceanborn                   | ---            | ---            | --- | ---     |
| "Sleeping Sun"                                            | Oceanborn                   | ---            | Sami Käyhkö    | --- | ---     |
| "Over the Hills and Far Away"                             | Over the Hills and Far Away | ---            | ---            | --- | ---     |
| "Bless the Child"                                         | Century Child               | ---            | ---            | --- | ---     |
| "End of All Hope"                                         | Century Child               | ---            | ---            | --- | ---     |
| "Nemo"                                                    | Once                        | ---            | Antti Jokinen  | --- | ---     |
| "Nemo" (With clips from The Cave)                         | Once                        | ---            | Antti Jokinen  | --- | ---     |
| "Wish I Had An Angel"                                     | Once                        | ---            | Uwe Boll       | --- | ---     |
| "Wish I Had An Angel" (With clips from Alone in the Dark) | Once                        | ---            | Uwe Boll       | --- | ---     |
| "Sleeping Sun" 2005                                       | Highest Hopes               | ---            | ---            | --- | ---     |
| "While Your Lips Are Still Red"                           | "Amaranth"                  | ---            | Markku Pölönen | --- | ---     |
| "Amaranth"                                                | Dark Passion Play           | 2007-08-22     | Antti Jokinen  | --- | ---     |
| "Bye Bye Beautiful"                                       | Dark Passion Play           | 2008-02-15     | Antti Jokinen  | --- | ---     |
| "The Islander"                                            | Dark Passion Play           | 2008-04-14     | Stobe Harju    | --- | ---     |

### Документарци
| Назив                 | Датум издавања                                 | Садржај |
| --------------------- | ---------------------------------------------- | ------- |
| A Day Before Tomorrow | 1. јун, 2006 (Финска) и 2. јун, 2006 (Немачка) | ---     |

## Обраде

### Обраде садржане у албумима
| Назив                                            | Оригинални извођач  | У албуму |
| ------------------------------------------------ | ------------------- | --- |
| "Crimson Tide" (Обрада уживо)                    | Hans Zimmer         | From Wishes to Eternity ДВД и живи албум                                                                     |
| "Deep Blue Sea" (Обрада уживо)                   | Trevor Rabin        | From Wishes to Eternity ДВД и живи албум                                                                     |
| "High Hopes" (Обрада уживо)                      | Pink Floyd          | Highest Hopes Албум и End of an Era ДВД и живи албум                                                         |
| "Over the Hills and Far Away"                    | Gary Moore          | Over the Hills and Far Away EP                                                                               |
| "The Phantom of the Opera"                       | Andrew Lloyd Webber | Century Child Албум и End of an Era ДВД и живи албум                                                         |
| "Symphony of Destruction" (Обрада уживо)         | Megadeth            | "Kuolema tekee taiteilijan" и "The Siren" Синглови \|"ДВД-Аудио Once"                                        |
| "Walking in the Air" Уводна песма за The Snowman | Howard Blake        | Oceanborn Албум                                                                                              |
| "Where Were You Last Night"                      | Ankie Bagger        | "Kuolema Tekee Taiteilijan" (Јапанска верзија), "Once" (Корејанска верзија) и "Wish I Had an Angel" Синглови |
| "Wild Child"                                     | W.A.S.P.            | End of Innocence                                                                                             |

### Обраде изведене уживо
| Назив                     | Оригинални извођач | Изводи се                              |
| ------------------------- | ------------------ | -------------------------------------- |
| "Crazy Train"             | Ozzy Osbourne      | ---                                    |
| "Don't Talk to Strangers" | Dio                | ---                                    |
| "We're Not Gonna Take It" | Twisted Sister     | ---                                    |
| "Holy Diver"17            | Dio                | Током неких провера звука пре концерта |

## Песме ван албума
| Назив                      | Дужина | Белешке                            |
| -------------------------- | ------ | ---------------------------------- |
| "Kiteen Pallo" (KIPA 2001) | 1:09   | Kitee Finland Baseball Team Anthem |

## Тотална листа песама (некомплетна)
Листа је поређана абецедим редом.
| Назив                             | Албум                                | Видео       | Текстописац           | Дужина |  |
| --------------------------------- | ------------------------------------ | ----------- | --------------------- | ------ |  |
| "7 Days to the Wolves"            | Dark Passion Play                    |             | Holopainen, Hietala   | 07:03  |  |
| "10th Man Down"                   | Over the Hills and Far Away          |             | Holopainen            | 05:24  |  |
| "A Return to the Sea"             | Angels Fall First                    |             | Holopainen            | 05:48  |  |
| "Amaranth"                        | Dark Passion Play                    | Watch Video | Holopainen            | 03:51  |  |
| "Angels Fall First"               | Angels Fall First                    |             | Holopainen            | 05:34  |  |
| "Astral Romance"                  | Angels Fall First                    |             | Holopainen            | 05:12  |  |
| "Astral Romance (re-recorded)"    | Over the Hills and Far Away          |             | Holopainen            | 05:22  |  |
| "Away"                            | Over the Hills and Far Away          |             | Holopainen            | 04:33  |  |
| "Bare Grace Misery"               | Wishmaster                           |             | Holopainen            | 03:41  |  |
| "Beauty and the Beast"            | Angels Fall First                    |             | Holopainen            | 06:24  |  |
| "Beauty of the Beast"             | Century Child                        |             | Holopainen            | 10:21  |  |
| "Bless the Child"                 | Century Child                        |             | Holopainen            | 06:12  |  |
| "Bye Bye Beautiful"               | Dark Passion Play                    |             | Holopainen            | 04:14  |  |
| "Cadence of Her Last Breath"      | Dark Passion Play                    |             | Holopainen            | 04:14  |  |
| "Come Cover Me"                   | Wishmaster                           |             | Holopainen            | 04:34  |  |
| "Crazy Train"                     | only played live                     |             |                       |        |  |
| "Creek Mary's Blood"              | Once                                 |             | Holopainen            | 08:29  |  |
| "Crimson Tide/Deep Blue Sea"      | From Wishes to Eternity              |             |                       | 03:29  |  |
| "Crownless"                       | Wishmaster                           |             | Holopainen            | 04:28  |  |
| "Dark Chest of Wonders"           | Once                                 |             | Holopainen            | 04:28  |  |
| "Dead Boy's Poem"                 | Wishmaster                           |             | Holopainen            | 06:47  |  |
| "Dead Gardens"                    | Once                                 |             | Holopainen            | 04:26  |  |
| "Dead to the World"               | Century Child                        |             | Holopainen            | 04:19  |  |
| "Deep Silent Complete"            | Wishmaster                           |             | Holopainen            | 03:57  |  |
| "Devil & the Deep Dark Ocean"     | Oceanborn                            |             | Holopainen            | 04:46  |  |
| "Don't Talk to Strangers"         | only played live                     |             |                       |        |  |
| "Elvenpath" [III]                 | Angels Fall First                    |             | Holopainen            | 04:40  |  |
| "End of All Hope"                 | Century Child                        |             | Holopainen            | 03:55  |  |
| "Erämaajärvi"                     | Angels Fall First                    |             | Holopainen            | 02:15  |  |
| "Erämaan Viimeinen"               | Dark Passion Play (Platinum Edition) |             |                       | 05:11  |  |
| "Escapist"                        | Dark Passion Play                    |             |                       | 04:57  |  |
| "Etiäinen" [II]                   | Demo                                 |             | Holopainen            | 03:00  |  |
| "Etiäinen (AFF-Version)"          | Angels Fall First                    |             | Holopainen            | 02:15  |  |
| "Eva"                             | Dark Passion Play                    |             | Holopainen            | 04:25  |  |
| "Ever Dream"                      | Century Child                        |             | Holopainen            | 04:44  |  |
| "FantasMic"                       | Wishmaster                           |             | Holopainen            | 08:27  |  |
| "Feel for You"                    | Century Child                        |             | Holopainen            | 03:55  |  |
| "For the Heart I Once Had"        | Dark Passion Play                    |             | Holopainen            | 03:56  |  |
| "Forever Yours"                   | Century Child                        |             | Holopainen            | 03:50  |  |
| "Gethsemane"                      | Oceanborn                            |             | Holopainen            | 05:22  |  |
| "Ghost Love Score"                | Once                                 |             | Holopainen            | 10:00  |  |
| "High Hopes"                      | Highest Hopes                        |             |                       | 06:54  |  |
| "Higher Than Hope"                | Once                                 |             | Holopainen            | 05:35  |  |
| "Kiteen Pallo"                    | End of Innocence                     |             |                       | 01:09  |  |
| "Know Why the Nightingale Sings"  | Angels Fall First                    |             | Holopainen            | 04:14  |  |
| "Kuolema Tekee Taiteilijan"       | Once                                 |             | Holopainen            | 03:34  |  |
| "Lagoon"                          | Century Child (бонус песма)          |             |                       | 03:46  |  |
| "Last of the Wilds"               | Dark Passion Play                    |             | Holopainen            | 05:40  |  |
| "Live to Tell the Tale"           |                                      |             |                       | 05:02  |  |
| "Master Passion Greed"            | Dark Passion Play                    |             | Holopainen            | 06:02  |  |
| "Meadows of Heaven"               | Dark Passion Play                    |             | Holopainen            | 07:10  |  |
| "Moondance"                       | Oceanborn                            |             | Holopainen            | 03:31  |  |
| "Nemo"                            | Once                                 |             | Holopainen            | 04:36  |  |
| "Nightquest"                      | Oceanborn (бонус песма)              |             | Holopainen            | 04:16  |  |
| "Nightwish" [I]                   | Demo                                 |             | Holopainen            | 05:54  |  |
| "Nymphomaniac Fantasia"           | Angels Fall First                    |             | Holopainen            | 04:47  |  |
| "Ocean Soul"                      | Century Child                        |             | Holopainen            | 04:14  |  |
| "Once Upon a Troubadour"          | Angels Fall First (бонус песма)      |             | Holopainen            | 05:18  |  |
| "Over the Hills and Far Away"     | Over the Hills and Far Away          |             | Gary Moore            | 05:03  |  |
| "Passion and the Opera"           | Oceanborn                            |             | Holopainen            | 04:50  |  |
| "Phantom of the Opera"            | Century Child                        |             | Webber                | 4:46   |  |
| "Planet Hell"                     | Once                                 |             | Holopainen            | 04:39  |  |
| "Reach ("Amaranth" demo version)" | Amaranth single                      | Watch Video | Holopainen            | 03:57  |  |
| "Romanticide"                     | Once                                 |             | Holopainen            | 04:57  |  |
| "Sacrament of Wilderness"         | Oceanborn                            |             | Holopainen            | 04:12  |  |
| "Sahara"                          | Dark Passion Play                    |             | Holopainen            | 05:47  |  |
| "She is My Sin"                   | Wishmaster                           |             | Holopainen            | 04:46  |  |
| "Slaying the Dreamer"             | Century Child                        |             | Holopainen            | 04:13  |  |
| "Sleeping Sun"                    | Oceanborn                            |             | Holopainen            | 04:05  |  |
| "Sleeping Sun 2005"               | Highest Hopes                        |             |                       |        |  |
| "Sleepwalker"                     | Wishmaster                           |             | Holopainen            | 02:55  |  |
| "Stargazers"                      | Oceanborn                            |             | Holopainen            | 04:28  |  |
| "Stone People"                    | End of an Era                        |             |                       | 04:08  |  |
| "Swanheart"                       | Oceanborn                            |             | Holopainen            | 04:44  |  |
| "Symphony of Destruction"         | Over The Hills and Far Away          |             |                       |        |  |
| "The Carpenter"                   | Angels Fall First                    |             | Holopainen            | 05:57  |  |
| "The Forever Moments"             | Demo                                 |             | Holopainen            | 05:41  |  |
| "The Islander"                    | Dark Passion Play                    |             | Marco Hietala         | 05:05  |  |
| "The Kinslayer"                   | Wishmaster                           |             | Holopainen            | 03:59  |  |
| "The Phantom of the Opera"        | Century Child                        |             |                       | 04:10  |  |
| "The Pharaoh Sails to Orion"      | Oceanborn                            |             | Holopainen            | 06:26  |  |
| "The Poet and the Pendulum"       | Dark Passion Play                    |             | Holopainen            | 13:54  |  |
| "The Riddler"                     | Oceanborn                            |             | Holopainen            | 05:16  |  |
| "The Siren"                       | Once                                 |             | Holopainen            | 04:45  |  |
| "The Wayfarer"                    | Century Child                        |             |                       | 03:22  |  |
| "This Moment is Eternity"         | Angels Fall First                    |             | Holopainen            | 03:12  |  |
| "Tutankhamen"                     | Angels Fall First                    |             | Holopainen            | 05:31  |  |
| "Two For Tragedy"                 | Wishmaster                           |             | Holopainen            | 03:50  |  |
| "Walking in the Air"              | Oceanborn                            |             | Holopainen            | 05:26  |  |
| "Wanderlust"                      | Wishmaster                           |             | Holopainen            | 04:50  |  |
| "We're Not Gonna Take It"         | only played live                     |             |                       |        |  |
| "Where Were You Last Night"       | Once (Platin Edition)                |             |                       | 03:52  |  |
| "While Your Lips are Still Red"   | Amaranth single                      |             |                       | 04:22  |  |
| "White Night Fantasy"             | Nemo                                 |             |                       | 04:02  |  |
| "Whoever Brings the Night"        | Dark Passion Play                    |             | Holopainen / Vuorinen | 04:17  |  |
| "Wild Child"                      | End of Innocence                     |             |                       |        |  |
| "Wish I Had an Angel"             | Once                                 |             | Holopainen            | 04:03  |  |
| "Wishmaster"                      | Wishmaster                           |             | Holopainen            | 04:24  |  |
| "Witchdrums"                      | Angels Fall First                    |             | Holopainen            | 01:18  |  |

## Белешке
I. н Песма по којој је бенд узео уме.

II. н Потпуно инструментална. Пишући је, Holopainen je био инспирисан са etiäinen.

III. н Elvenpath користи аудио-исечке из увода за Господар Прстенова, режиран од Ralph Bakshi.

## Топ листе

### Албуми
| Година | Назив                       | Билешке               | Топ-листе | Топ-листе | Топ-листе | Топ-листе | Топ-листе | Топ-листе | Топ-листе | Топ-листе | Топ-листе | Топ-листе | Топ-листе | Топ-листе | Топ-листе |
| Година | Назив                       | Билешке               | AUS       | AUT       | DEN       | FIN       | FRA       | GER       | NET       | NOR       | SPA       | SWE       | SWI       | UK        | US        |
| ------ | --------------------------- | --------------------- | --------- | --------- | --------- | --------- | --------- | --------- | --------- | --------- | --------- | --------- | --------- | --------- | --------- |
| 1997   | Angels Fall First           |                       | -         | -         | -         | 31        | -         | -         | -         | -         | -         | -         | -         | -         | -         |
| 1998   | Oceanborn                   |                       | -         | -         | -         | 5         | -         | 74        | -         | -         | -         | -         | -         | -         | -         |
| 2000   | Wishmaster                  |                       | -         | -         | -         | 1         | 66        | 21        | -         | -         | -         | -         | -         | -         | -         |
| 2001   | Over the Hills and Far Away | EP                    | -         | 54        | -         | 1         | 139       | 85        | -         | -         | -         | -         | 79        | -         | -         |
| 2002   | Century Child               |                       | -         | 15        | -         | 1         | 32        | 5         | 41        | 19        | -         | 39        | 50        | -         | -         |
| 2004   | Once                        |                       | -         | 4         | -         | 1         | 9         | 1         | 11        | 1         | 20        | 3         | 4         | 102       | -         |
| 2007   | Dark Passion Play           |                       | 42        | 5         | 18        | 1         | 6         | 1         | 5         | 7         | 33        | 4         | 1         | 25        | 84        |
|        |                             |                       |           |           |           |           |           |           |           |           |           |           |           |           |           |
|        |                             |                       | AUS       | AUT       | DEN       | FIN       | FRA       | GER       | NET       | NOR       | SPA       | SWE       | SWI       | UK        | US        |
|        |                             | Број један хитови     | -         | -         | -         | 4         | -         | 2         | -         | 1         | -         | -         | 1         | -         | -         |
|        |                             | Најбољих десет хитови | -         | 2         | -         | 5         | 2         | 3         | 1         | 2         | -         | 2         | 2         | -         | -         |

### Синглови
| 1997 | Angels Fall First           | "The Carpenter"               |                             | -   | -   | -   | 3   | -   | -   | -   | -   | -   | -   | -   | -   | -   | -   |
| 1998 | Oceanborn                   | "Sacrament of Wilderness"     |                             | -   | -   | -   | 1   | -   | -   | -   | -   | -   | -   | -   | -   | -   | -   |
| 1998 | Oceanborn                   | "Passion and the Opera"       |                             | -   | -   | -   | -   | -   | -   | -   | -   | -   | -   | -   | -   | -   | -   |
| 1999 | Oceanborn                   | "Walking in the Air"          |                             | -   | -   | -   | 1   | -   | -   | -   | -   | -   | -   | -   | -   | -   | -   |
| 1999 | Oceanborn                   | "Sleeping Sun"                | Four Ballads of the Eclipse | -   | -   | -   | 2   | -   | -   | -   | -   | -   | -   | -   | -   | -   | -   |
| 2000 | Wishmaster                  | "Deep Silent Complete"        |                             | -   | -   | -   | 3   | -   | -   | -   | -   | -   | -   | -   | -   | -   | -   |
| 2001 | Over the Hills and Far Away | "Over the Hills and Far Away" | EP                          | -   | -   | -   | 1   | -   | 86  | -   | -   | -   | -   | -   | -   | -   | -   |
| 2002 | Century Child               | "Ever Dream"                  |                             | -   | -   | -   | 1   | -   | -   | -   | -   | -   | -   | -   | -   | -   | -   |
| 2002 | Century Child               | "Bless the Child"             |                             | -   | -   | -   | 1   | -   | 63  | -   | -   | 55  | -   | -   | -   | -   | -   |
| 2004 | Once                        | "Nemo"                        |                             | 24  | 12  | -   | 1   | 64  | 6   | 1   | 1   | 64  | 4   | -   | 12  | 14  | 87  |
| 2004 | Once                        | "Wish I Had an Angel"         |                             | -   | 47  | -   | 1   | -   | 36  | -   | -   | 65  | 19  | 10  | 11  | 40  | 60  |
| 2004 | Once                        | "Kuolema Tekee Taiteilijan"   |                             | -   | -   | -   | 1   | -   | -   | -   | -   | -   | -   | -   | -   | -   | -   |
| 2005 | Once                        | "The Siren"                   |                             | -   | -   | 15  | 3   | -   | 51  | -   | -   | -   | -   | -   | 30  | 59  | -   |
| 2005 | Highest Hopes               | "Sleeping Sun"                |                             | -   | 47  | -   | 1   | -   | 34  | -   | -   | -   | -   | -   | -   | -   | -   |
| 2007 | Dark Passion Play           | "Eva"                         | Радио/Интернет              | -   | -   | -   | 14  | -   | -   | -   | -   | -   | -   | -   | -   | -   | -   |
| 2007 | Dark Passion Play           | "Amaranth"                    |                             | 38  | 30  | 4   | 1   | 62  | 16  | 1   | 1   | 47  | -   | 1   | 13  | 14  | 120 |
| 2007 | Dark Passion Play           | "Erämaan Viimeinen"           |                             | -   | -   | -   | 1   | -   | -   | -   | -   | -   | -   | -   | -   | -   | -   |
| 2008 | Dark Passion Play           | "Bye Bye Beautiful"           |                             | -   | -   | -   | 5   | 54  | 35  | -   | -   | -   | -   | 4   | -   | -   | -   |
| 2008 | Dark Passion Play           | "The Islander"                |                             | -   | -   | -   | 1   | 91  | -   | -   | -   | -   | -   | 5   | -   | -   | -   |
|      |                             |                               |                             |     |     |     |     |     |     |     |     |     |     |     |     |     |     |
|      |                             |                               |                             | AUS | AUT | DEN | FIN | FRA | GER | GRE | HUN | NET | NOR | SPA | SWE | SWI | UK  |
|      |                             | Број један хитови             |                             | -   | -   | -   | 12  | -   | -   | 2   | 2   | -   | -   | 1   | -   | -   | -   |
|      |                             | Налбољих десет хитови         |                             | -   | -   | 1   | 17  | -   | 1   | 2   | 2   | -   | 1   | 4   | -   | -   | -   |

## Песме у филмовима
- While Your Lips Are Still Red за Фински 2007 Филм "Lieksa!"[17]
- Wish I Had an Angel, Амерички филм "Alone In The Dark"